# Penepodium pauloense
Penepodium pauloense là một loài côn trùng cánh màng trong họ Sphecidae, thuộc chi Penepodium. Loài này được Schrottky miêu tả khoa học đầu tiên năm 1903.